# Jean Sauder
Jean-Pierre Sauder dit Jean Sauder, né le 4 décembre 1899 à L'Hôpital (district de Lorraine) et mort le 19 juin 1962 dans la même commune, est un homme politique français.

## Biographie
Issue d'une famille de mineurs, Jean-Pierre Sauder quitte l'école à l'âge de quatorze ans pour descendre à la mine.
Engagé dans l'action catholique ouvrière, il est élu conseiller municipal de L'Hôpital en 1923. Son engagement chrétien-social lui vaut un licenciement en 1929, ce qui l'oblige à prendre un emploi de cantonnier.
À la Libération, il s'engage logiquement au sein du MRP, et, sous cette étiquette, est élu maire de L'Hôpital en 1945. L'année suivante, il est élu député de la Moselle, sur la liste conduite par Robert Schuman.
Il est cependant un parlementaire peu actif, n'intervenant ainsi jamais en séance. Il décide ainsi de ne pas se représenter en 1951, et abandonne la vie politique à l'issue des municipales de 1953, auxquelles il ne se présente pas non plus.
Il reprend alors une activité professionnelle d'employé des mines.

## Détail des fonctions et des mandats

### Mandats parlementaires
- 10 novembre 1946 - 4 juillet 1951 : Député de la Moselle

### Mandats locaux
- 1945 - 1953 : Conseiller municipal de L'Hôpital
- 1945 - 1953 : Maire de L'Hôpital